# Abdoulrazak Issoufou
Abdoulrazak Issoufou Alfaga (Niamey, 26 de diciembre de 1994) es un deportista nigerino que compite en taekwondo.
Participó en dos Juegos Olímpicos de Verano, en los años 2016 y 2020, obteniendo una medalla de plata en Río de Janeiro 2016, en la categoría de +80 kg. En los Juegos Panafricanos consiguió tres medallas de oro entre los años 2015 y 2023.
Ganó una medalla de oro en el Campeonato Mundial de Taekwondo de 2017 y tres medallas en el Campeonato Africano de Taekwondo entre los años 2014 y 2021.
Fue el abanderado de Níger en las ceremonias de apertura de los Juegos Olímpicos de Río de Janeiro 2016, Tokio 2020 y París 2024.

## Palmarés internacional
| Juegos Olímpicos    | Juegos Olímpicos                  | Juegos Olímpicos  | Juegos Olímpicos |
| Año                 | Lugar                             | Medalla           | Categoría        |
| ------------------- | --------------------------------- | ----------------- | ---------------- |
| 2016                | Río de Janeiro (Brasil)           | Medalla de plata  | +80 kg           |
| Campeonato Mundial  |                                   |                   |                  |
| Año                 | Lugar                             | Medalla           | Categoría        |
| 2017                | Muju (Corea del Sur)              | Medalla de oro    | +87 kg           |
| Juegos Panafricanos |                                   |                   |                  |
| Año                 | Lugar                             | Medalla           | Categoría        |
| 2015                | Brazzaville (República del Congo) | Medalla de oro    | +87 kg           |
| 2019                | Rabat (Marruecos)                 | Medalla de oro    | +87 kg           |
| 2023                | Acra (Ghana)                      | Medalla de oro    | +87 kg           |
| Campeonato Africano |                                   |                   |                  |
| Año                 | Lugar                             | Medalla           | Categoría        |
| 2014                | Túnez (Túnez)                     | Medalla de plata  | +87 kg           |
| 2018                | Agadir (Marruecos)                | Medalla de bronce | +87 kg           |
| 2021                | Dakar (Senegal)                   | Medalla de oro    | +87 kg           |